# 8.º Regimiento Antiaéreo (v)
El 8.º Regimiento Antiaéreo (v) (Flak-Regiment. 8 (v)) fue una unidad de la Luftwaffe durante la Segunda Guerra Mundial.

## Historia
Fue formado el 15 de noviembre de 1938 en Viena-Stammersdorf, a partir del 25.º Regimiento Antiaéreo.

## Comandantes
- Mayor general Job Odebrecht – (15 de noviembre de 1938 – 14 de octubre de 1939)
- Coronel Richard Reimann – (15 de octubre de 1939 – 2 de junio de 1940)
- Coronel Freidrich Römer – (2 de junio de 1940 – 1 de septiembre de 1942)
- Coronel Wolfgang Freytag – (21 de noviembre de 1942 – 20 de diciembre de 1942)
- Coronel Werner Huck – (abril de 1943 – septiembre de 1944)
- Teniente coronel Erich Köhler – (septiembre de 1944 – octubre de 1944)
- Mayor Alfred Majewski – (octubre de 1944 – 26 de noviembre de 1944)
- Mayor Erich Bein – (27 de noviembre de 1944 – marzo de 1945)
- Coronel Friedrich Römer – (marzo de 1945 – marzo de 1945)
- Mayor Georg Mangelsdorff – (marzo de 1945 – mayo de 1945)

## Servicios
- noviembre de 1938 – agosto de 1939: bajo el XVII Comando Administrativo Aéreo.
- 1939: en Polonia.
- 1939 – 1940: el XI Comando Aéreo.
- mayo de 1940: en Dinamarca.
- junio de 1940: en Dordrecht como Grupo Antiaéreo Rotterdam.
- 1941: en Dordrecht como Grupo Antiaéreo Rotterdam, con I./411.º Regimiento Antiaéreo (motorizado mixto), I./704.º Regimiento Antiaéreo, 115.º Regimiento Antiaéreo, 365.º Regimiento Antiaéreo, 831.º Regimiento Antiaéreo Ligero y Sw.649.
- 1 de febrero de 1943: en Róterdam bajo la 16.ª División Antiaérea, con 591.º Regimiento Antiaéreo, 649.º Regimiento Antiaéreo, 668.º Regimiento Antiaéreo, 831.º Regimiento Antiaéreo y 847.º Regimiento Antiaéreo.
- 1 de noviembre de 1943: en Róterdam bajo la 19.ª Brigada Antiaérea, con 847.º Regimiento Ligero Antiaéreo (o), 668.º Regimiento Antiaéreo Ligero (o), 831.º Regimiento Antiaéreo Ligero (o), 665.º Regimiento Antiaéreo Mixto (o), 591.º Regimiento Antiaéreo Mixto (o), I./35.º Regimiento Antiaéreo (motorizado mixto) y Sw.649 (v)
- 1 de enero de 1944: en Róterdam bajo la 19.ª Brigada Antiaérea, con 668.º Regimiento Antiaéreo Ligero (o), 831.º Regimiento Antiaéreo Ligero (o), 847.º Regimiento Antiaéreo Ligero (o), 242.º Regimiento Antiaéreo Mixto (o), 591.º Regimiento Antiaéreo Mixto (o), 665.º Regimiento Antiaéreo Mixto (o) y I./35.º Regimiento Antiaéreo (motorizado mixto).
- 1 de febrero de 1944: en Róterdam bajo la 19.ª Brigada Antiaérea, con l668.º Regimiento Ligero Antiaéreo (o), 831.º Regimiento Ligero Antiaéreo (o), 847.º Regimiento Ligero Antiaéreo (o), 242.º Regimiento Antiaéreo Mixto (o), 591.º Regimiento Antiaéreo Mixto (o), 665.º Regimiento Antiaéreo Mixto (o) y I./35.º Regimiento Antiaéreo (motorizado mixto).
- 1 de marzo de 1944: en Róterdam bajo la 19.ª Brigada Antiaérea, con l668.º Regimiento Ligero Antiaéreo (o), 831.º Regimiento Ligero Antiaéreo (o), 591.º Regimiento Mixto Antiaéreo (o), 665.º Regimiento Mixto Antiaéreo (o).
- 1 de abril de 1944: en Róterdam bajo la 19.ª Brigada Antiaérea, con 428.º Regimiento Pesado Antiaéreo (v), 155.º Regimiento Mixto Antiaéreo (v), 764.º Regimiento Ligero Antiaéreo (v) y 845.º Regimiento Ligero Antiaéreo (v).
- 1 de mayo de 1944: en Róterdam bajo la 19.ª Brigada Antiaérea, con 428.º Regimiento Pesado Antiaéreo (v), 155.º Regimiento Mixto Antiaéreo (v), 764.º Regimiento Ligero Antiaéreo (v) y 667.º Regimiento Ligero Antiaéreo (v).
- 1 de junio de 1944: en Róterdam bajo la 19.ª Brigada Antiaérea, con 428.º Regimiento Pesado Antiaéreo (v), 155.º Regimiento Mixto Antiaéreo (v), 598.º Regimiento Mixto Antiaéreo (v), 845.º Regimiento Ligero Antiaéreo (v), 764.º Regimiento Ligero Antiaéreo (v) y 667.º Regimiento Ligero Antiaéreo (v).
- 1 de julio de 1944: bajo la 19.ª Brigada Antiaérea, con 428.º Regimiento Pesado Antiaéreo (v), 155.º Regimiento Mixto Antiaéreo (v), 598.º Regimiento Mixto Antiaéreo (v), 845.º Regimiento Ligero Antiaéreo (v), 764.º Regimiento Ligero Antiaéreo (v) y 12100.º Regimiento Ligero Antiaéreo z.b.V. (b. mot.).
- 1 de agosto de 1944: bajo la 19.ª Brigada Antiaérea, con 428.º Regimiento Pesado Antiaéreo (v), 155.º Regimiento Mixto Antiaéreo (v), 845.º Regimiento Ligero Antiaéreo (v), 667.º Regimiento Ligero Antiaéreo (v), 598.º Regimiento Mixto Antiaéreo (v), 12100.º Regimiento Ligero Antiaéreo z.b.V. (b. mot.) y 12600.º Regimiento Antiaéreo z.b.V. (b. mot.).
- 1 de septiembre de 1944: bajo la 19.ª Brigada Antiaérea (XIV Comando Aéreo), con 428.º Regimiento Pesado Antiaéreo (v), 155.º Regimiento Mixto Antiaéreo (v), 764.º Regimiento Ligero Antiaéreo (v) y 845.º Regimiento Ligero Antiaéreo (v), 667.º Regimiento Ligero Antiaéreo (v), 598.º Regimiento Mixto Antiaéreo (v), 12100.º Regimiento Ligero Antiaéreo z.b.V. (b. mot.) y 12600.º Regimiento Pesado Antiaéreo z.b.V. (b. mot.).
- 1 de octubre de 1944: bajo la 19.ª Brigada Antiaérea (XIV Comando Aéreo), sin unidades adheridas.
- 1 de noviembre de 1944: bajo la 2.ª División Antiaérea (III Cuerpo Antiaéreo), sin unidades adheridas.
- 1 de diciembre de 1944: bajo la 1.ª Brigada Antiaérea con 78.º Regimiento Antiaéreo Ligero (motorizado), 79.º Regimiento Ligero Antiaéreo (motorizado), 617.º Regimiento Mixto Antiaéreo (v), 686.º Regimiento Mixto Antiaéreo (b.mot.), 6./347.º Regimiento Ligero Antiaéreo (v) y 28./VII Batería Antiaérea Ligera de Campaña.
- abril de 1945: en la Bolsa del Ruhr.